# Registreringsskyltar inom Europeiska unionen

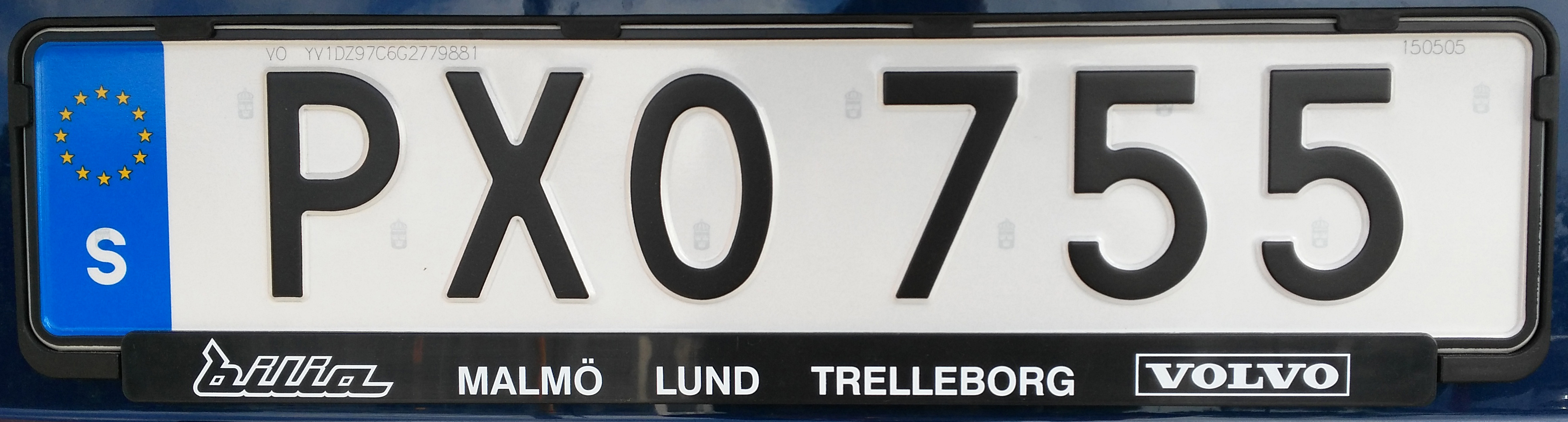
En registreringsskylt enligt det standardiserade formatet.

Registreringsskyltar inom Europeiska unionen har ett standardiserat format sedan 1998. Varje registreringsskylt har ett blått fält med nationalitetskoden inuti en cirkel av tolv gula stjärnor. Fordon med det gemensamma formatet för registreringsskyltar behöver inte ha ett separat nationalitetsmärke så länge de befinner sig inom Europeiska ekonomiska samarbetsområdet (EES).
Den gemensamma standarden för registreringsskyltar inom Europeiska unionen fastställdes av Europeiska unionens råd genom en förordning den 3 november 1998.